# Torcy-et-Pouligny
Torcy-et-Pouligny ist eine französische Gemeinde mit 207 Einwohnern (Stand 1. Januar 2022) im Département Côte-d’Or in der Region Bourgogne-Franche-Comté (vor 2016: Burgund). Die Gemeinde gehört zum Arrondissement Montbard und zum Kanton Semur-en-Auxois.

## Geographie
Torcy-et-Pouligny liegt circa acht Kilometer westlich von Semur-en-Auxois in dessen Einzugsbereich (Aire urbaine) in der Région naturelle Auxois.
Umgeben wird Torcy-et-Pouligny von den sieben Nachbargemeinden:
| Bard-lès-Époisses | Jeux-lès-Bard                               | Genay            |
| Corrombles        | Kompassrose, die auf Nachbargemeinden zeigt |                  |
| Époisses          | Forléans                                    | Vic-de-Chassenay |

Torcy-et-Pouligny liegt im Einzugsgebiet des Flusses Seine. Der Ruisseau de la Loueme, ein Nebenfluss des Armançon, durchquert das Gebiet der Gemeinde zusammen mit seinen Nebenflüssen, dem Ruisseau des Iles, dem Ruisseau de la Pree und dem Ruisseau de Pre Prunelle.

## Einwohnerentwicklung
Nach Beginn der Aufzeichnungen stieg die Einwohnerzahl bis zur Mitte des 19. Jahrhunderts auf einen Höchststand von rund 440. In der Folgezeit sank die Größe der Gemeinde bis zu den 1970er Jahren auf rund 161 Einwohner, bevor eine Phase mit leichtem Wachstumstrend einsetzte, die bis heute anhält.
| Jahr                       | 1962 | 1968 | 1975 | 1982 | 1990 | 1999 | 2006 | 2011 | 2022 |
| -------------------------- | ---- | ---- | ---- | ---- | ---- | ---- | ---- | ---- | ---- |
| Einwohner                  | 184  | 193  | 161  | 161  | 190  | 175  | 158  | 175  | 207  |
| Quellen: Cassini und INSEE |      |      |      |      |      |      |      |      |      |

## Sehenswürdigkeiten

### Pfarrkirche Saint-Didier
Sie ist seit dem 10. November 1925 als Monument historique eingeschrieben.
Eine große Zahl von Ausstattungsgegenständen ist als Monument historique klassifiziert oder eingeschrieben:
- ein Weihwasserbecken aus dem 18. Jahrhundert,
- ein Schemel für den Vorsänger, vermutlich aus dem 17. Jahrhundert,
- eine bemalte Statue mit der Darstellung eines Heiligen in Gestalt eines Bischofs aus dem 18. Jahrhundert,
- eine bemalte Statue mit der Darstellung des gekreuzigten Christus aus dem 18. Jahrhundert,
- ein Ölgemälde mit der Darstellung der Heiligen Familie aus dem 17. Jahrhundert,
- ein Ölgemälde mit der Darstellung einer Triade von Heiligen mit einem Schutzengel aus dem 17. Jahrhundert,
- der südliche Seitenaltar aus dem 18. Jahrhundert mit einem Gemälde mit der Darstellung der sieben Schmerzen Marias und Christus in der Rast sowie einer Skulpturengruppe, die die biblische Szene der Ausbildung der Jungfrau wiedergibt,
- der nördliche Seitenaltar aus dem 18. Jahrhundert mit einem Gemälde mit der Darstellung der Mater Dolorosa und Christus an der Geißelsäule sowie einer Skulptur der Katharina von Alexandrien,
- dem Hauptaltar aus dem Mitte des 18. Jahrhunderts,
- einer Skulptur aus vergoldetem Holz aus dem 18. Jahrhundert,
- zwei Chorgestühle mit je acht Sitzen, Täfelung, Chorschranke und zwei Balustraden aus dem 18. Jahrhundert,
- einer Skulpturengruppe aus dem frühen 16. Jahrhundert mit der Darstellung von Nikolaus von Myra und den drei Scholaren in einem Salzfass und
- einer Erinnerungstafel aus dem frühen 16. Jahrhundert an die Stiftung von drei Messen im Jahre 1521 durch Huguette Garnier, Witwe von Guyot Durey.[6]

## Wirtschaft und Infrastruktur

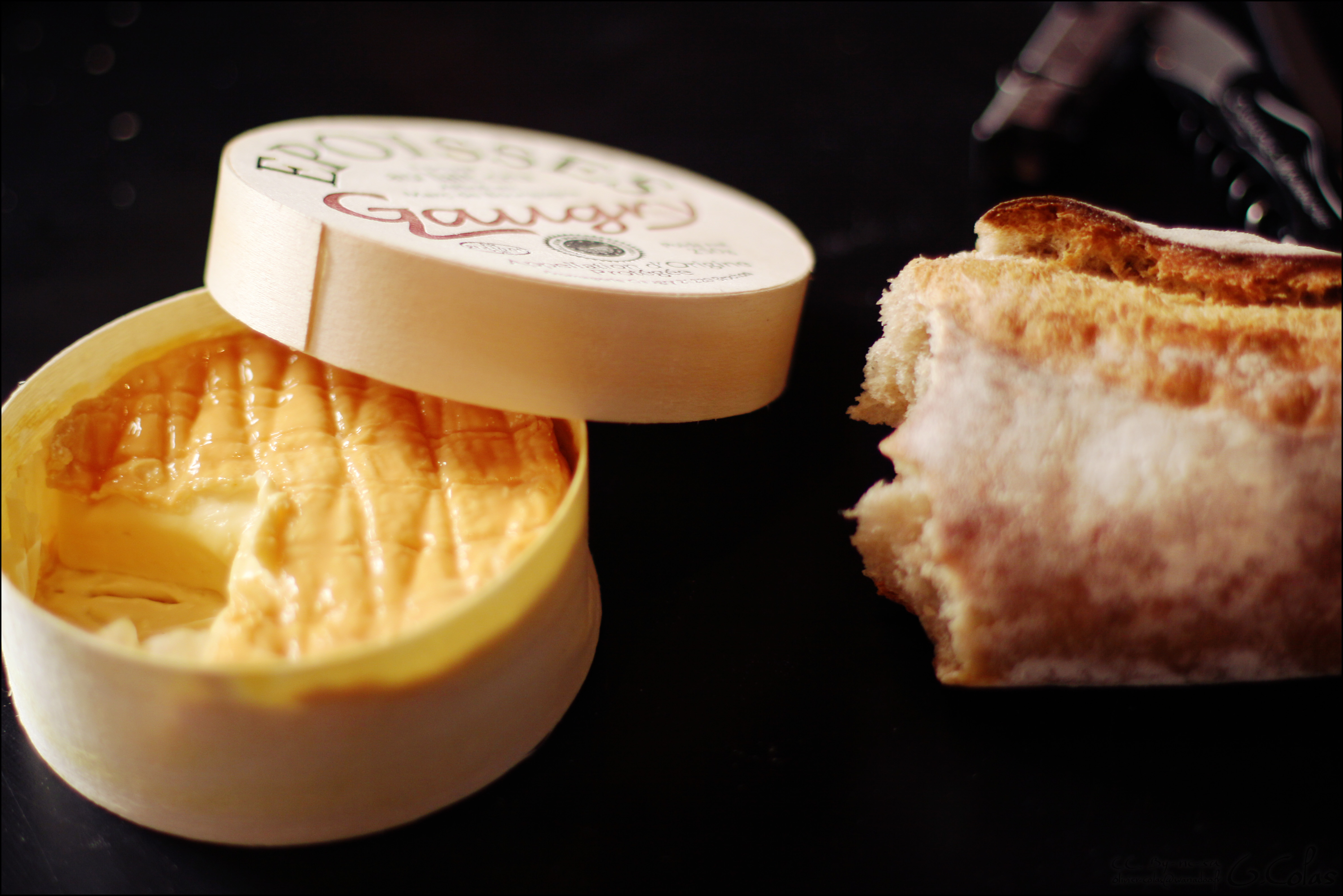
Époisses-Käse in seiner Holzschachtel

Torcy-et-Pouligny liegt in der Zone AOC des Époisses, eines Käses aus Kuhmilch.

### Verkehr
Torcy-et-Pouligny ist erreichbar über die Routes départementales 4M, 103A und 954, die ehemalige Route nationale 454.